# 黑龙骨
黑龙骨（学名：Periploca forrestii）为萝藦科杠柳属下的一个种。